# توماس بينيت
توماس بينيت (11 أكتوبر 1866 في أستراليا - 26 ديسمبر 1942) (بالإنجليزية: Thomas Bennett)‏ هو لاعب كريكت أسترالي.

## وصلات خارجية
- توماس بينيت على موقع إي آس بي آن كريك إنفو (الإنجليزية)